# Gieorgij Tiesławski
Gieorgij Aleksandrowicz Tiesławski, ros. Георгий Александрович Теславский (ur. 15 lutego 1899 w majątku ziemskim we wsi Wiszliewo w guberni pskowskiej, zm. 16 sierpnia 1972 pod Buenos Aires) – emigracyjny rosyjski poeta, pisarz i publicysta, kompozytor muzyczny, scenarzysta, wojskowy Rosyjskiej Armii Wyzwoleńczej, 1 Kozackiej Dywizji Kawalerii, a następnie 1 Rosyjskiej Armii Narodowej podczas II wojny światowej, działacz emigracyjny.

## Życiorys
Ukończył gimnazjum im. Aleksandra Newskiego w Pskowie. Od 1917 r. studiował na politechnice w Piotrogrodzie. Jesienią 1918 r. wstąpił ochotniczo do Pskowskiego Korpusu Ochotniczego. Pisał „Dniewnik dobrowolca”. Od wiosny 1919 r. służył w 1 Pskowskiej Baterii Artylerii. W lipcu tego roku został ranny podczas wiosennej ofensywy wojsk Białych na Piotrogród. Został odznaczony Krzyżem Św. Jerzego 3 klasy, a następnie Krzyżem Św. Jerzego 4 klasy. W czasie jesiennej ofensywy na Piotrogród służył w Jegierskim Pułku Konnym. Po klęsce Armii Północno-Zachodniej gen. Nikołaja N. Judenicza przebywał w obozie internowania w Estonii. Po wyjściu na wolność zamierzał przedostać się na Krym, aby wstąpić do wojsk Białych gen. Piotra N. Wrangla, ale skierowano go do Polski, gdzie zapisał się do wojsk gen. Stanisława Bułak-Bałachowicza. 
Po krótkiej kampanii wojennej na Białorusi jesienią 1920 r., został internowany w polskim obozie. Zamieszkał w Warszawie. Przyjął nazwisko Jerzy Tesławski. Zorganizował spośród byłych towarzyszy broni i przyjaciół orkiestrę muzyczną, na czele której występował w różnych miastach II Rzeczypospolitej. Ponadto brał udział w konkursach muzycznych. Był autorem wielu kompozycji muzycznych. W 1928 r. ukończył kinoinstytut w Warszawie, po czym przeprowadził zdjęcia do 2 filmów kinowych. Ożenił się z młodą aktorką Iną Benitą, którą wypromował. Po dwóch latach doszło do rozwodu, w wyniku którego wyjechał do Puszczy Rudnickiej, gdzie zamieszkał. Przebywał też w Landwarowie i Druskiennikach, pisząc wiersze. Po kilku latach powrócił do Warszawy, gdzie wydał zbiór poetycki pt. „Orlinyje poloty”. Pisał też powieść. W 1934 r. napisał scenariusz do filmu „Hanka”, który sam wyreżyserował pod pseudonimem „Jerzy Dal-Atan”. Pod koniec lat 30. został dyrektorem zakładów papierniczych w rejonie Wilna. 
Po zajęciu Litwy przez Armię Czerwoną latem 1940 r., wyjechał do Niemiec, skąd przybył do okupowanej Warszawy. Kontynuował pisanie wierszy i niedokończonej powieści. Po ataku wojsk niemieckich na ZSRR 22 czerwca 1941 r., podjął decyzję o prowadzeniu walki przeciwko bolszewizmowi. Wstąpił do Rosyjskiej Armii Wyzwoleńczej (ROA). Następnie przeszedł do 1 Kozackiej Dywizji Kawalerii, w składzie której walczył na Bałkanach, a potem w Austrii. Pod koniec wojny w ramach 1 Rosyjskiej Armii Narodowej przeszedł do Liechtensteinu, gdzie wraz z pozostałymi wojskowymi został internowany. Po wyjściu na wolność przebywał w obozie dla uchodźców cywilnych w zachodnich Niemczech. Zmienił nazwisko na Czeslawski, prawdopodobnie obawiając się wydania Sowietom. Następnie wyemigrował do Argentyny, gdzie pracował na budowach. Pisał artykuły do pisma wojskowego „Czasowoj”. Kontynuował twórczość poetycką pod pseudonimem „Jurij Pskowitianin”. W 1956 r. opublikowano jego zbiór wierszy pt. „Skazy. Sbornik poezii o zaczatii Rusi, ot Dwugławogo orła do Biełogo znamieni”. Działał w organizacjach monarchistycznych. 
Ostatnie lata życia spędził w Buenos Aires, gdzie założył i stanął na czele Stowarzyszenia Literackiego im. A.S. Puszkina. Od pocz. lat 70. był też wydawcą i redaktorem naczelnym wychodzącego nieregularnie pisma „Smiena”. Napisał scenariusz filmowy na podstawie życia argentyńskiego bohatera narodowego gen. San Martina, na podstawie powstał film kinowy. 16 sierpnia 1972 r. zginął pod kołami pociągu na stacji kolejowej na przedmieściach Buenos Aires. Pośmiertnie wydano 2 tom jego powieści pt. „Smuta” oraz 2 inne powieści.